# Cinetus piceus
Cinetus piceus är en stekelart som beskrevs av Thomson 1858. Cinetus piceus ingår i släktet Cinetus, och familjen hyllhornsteklar. Arten är reproducerande i Sverige.